# بوب غوردون (لاعب اتحاد الرغبي)
بوب غوردون (بالإنجليزية: Bob Gordon)‏ هو لاعب اتحاد الرغبي بريطاني، ولد في 25 يوليو 1930، وتوفي في 21 مارس 1995 في إدنبرة في المملكة المتحدة.